# Hugo Marxer

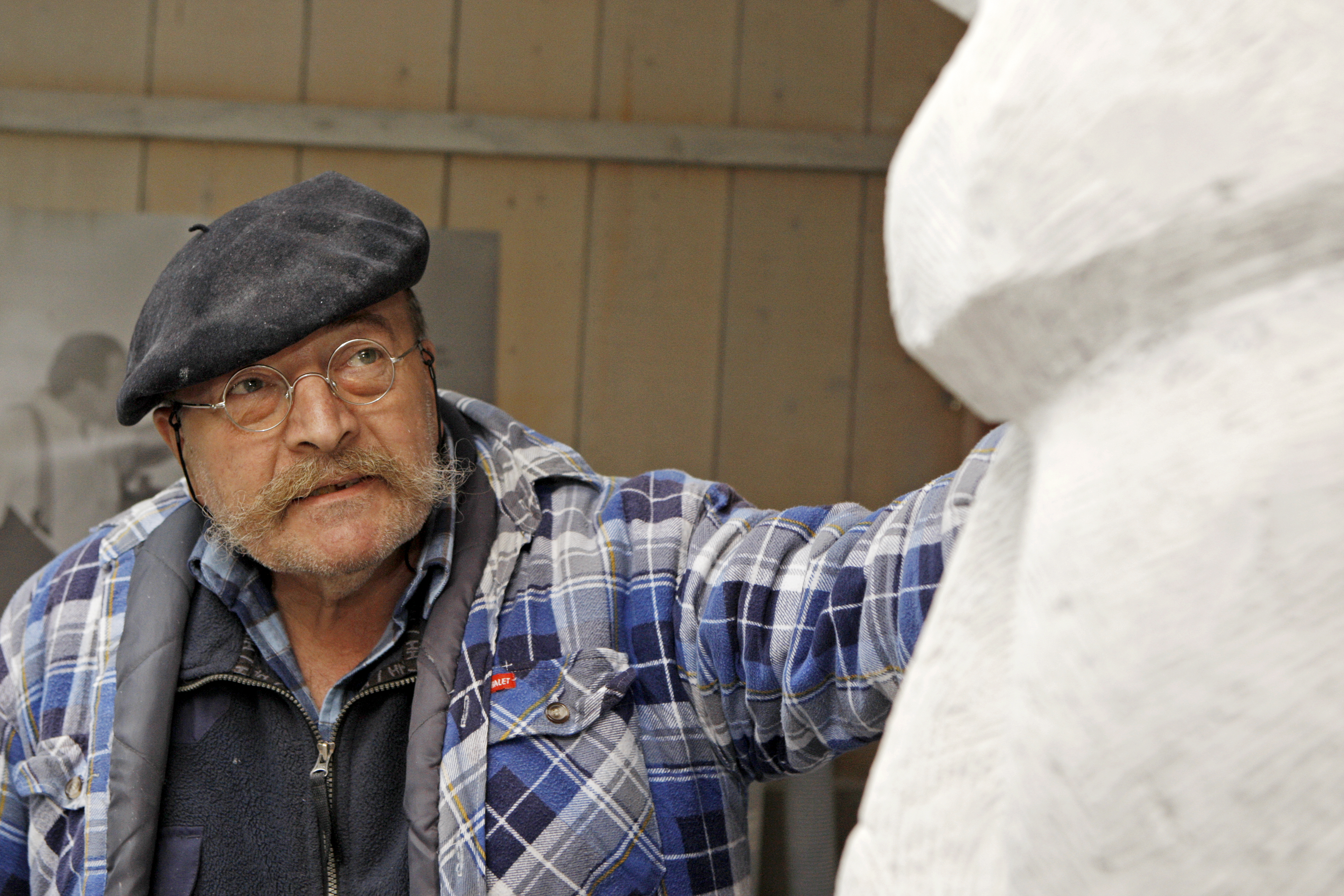
Bildhauer Hugo Marxer

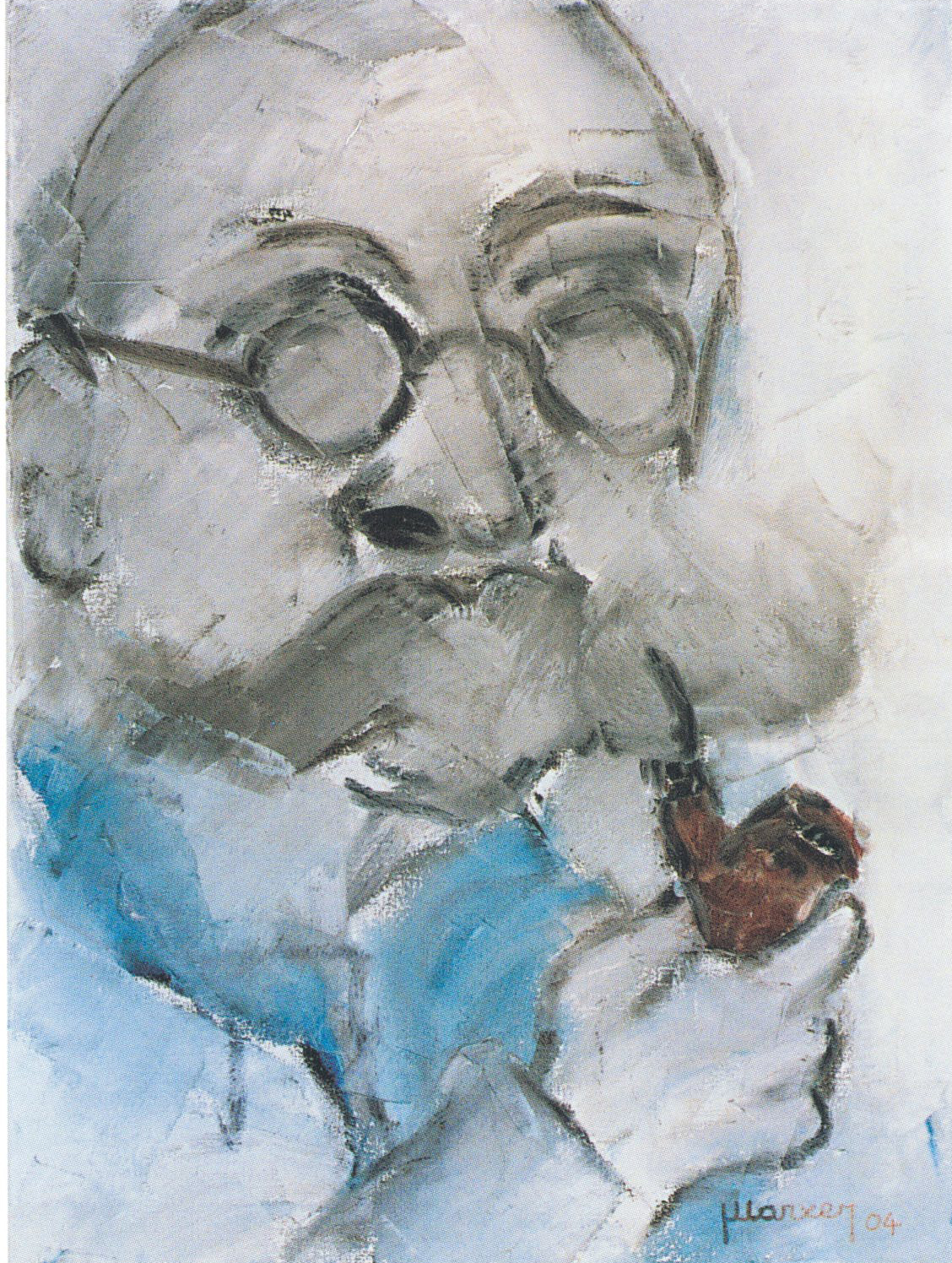
Selbstporträt mit Pfeife 2004

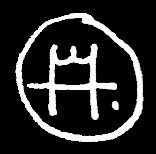
Signatur

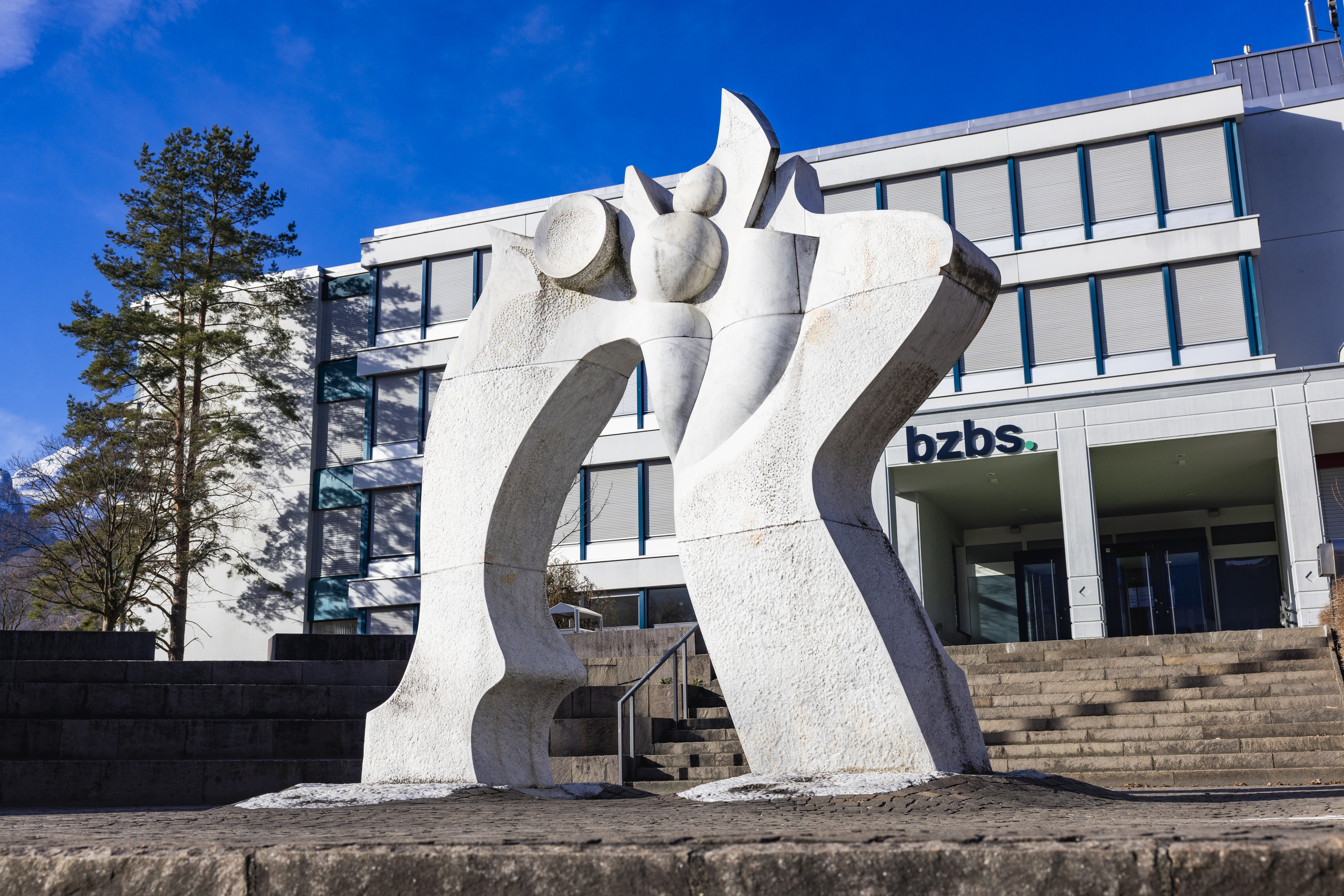
Buchs Marmorskulptur „Tor zur Zukunft“ Bildhauer Hugo Marxer

Hugo Marxer (* 5. Dezember 1948 in Vaduz) ist ein liechtensteinischer Künstler, Bildhauer und Maler.

## Der künstlerische Weg
Hugo Marxer besuchte die Schule in Eschen und absolvierte 1968 den Lehrabschluss als Maschinenzeichner. Bei Hans Kliemand lernte er Radierung und Kupferstich.
Im Römersteinbruch von Sankt Margarethen im Burgenland gestaltete Hugo Marxer 1975 seine ersten Steinskulpturen in Sandstein. In den Marmorsteinbrüchen von Carrara arbeitete er erstmals 1979 an einer Skulptur in Carraramarmor. 1985 nahm er an der Internationalen Sommerakademie für Bildende Kunst Salzburg teil und begegnete in England Henry Moore, dem er wichtige formale Anregungen verdankt.
Von 1987 bis 1988 erfolgte seine Ausbildung zum Steinbildhauer in Carrara. Nach diesem Stipendienjahr (1987) der Liechtensteinischen Landesregierung in Carrara entschied sich Marxer, als ein freischaffender Künstler zu arbeiten.

## Werke
- Skulptur „Fürst und Fürstin.“ Verschmelzung von Fürstenpaar und Land Liechtenstein, in spanischem, schwarzem Marmor gearbeitet, 1992.
- Brüssel, Gerichtshof der EFTA European Free Trade Association, Europa, 2002;
- Buchs (SG), Berufsschulzentrum, „Das Tor zur Zukunft“, 1990.
- „Textilarbeiten“, fünf große Wandteppiche 1995
- Eschen (FL), Dorfplatz, Porträt des Chronisten Johann Georg Helbert, 1999;
- Triesenberg (FL), Pfarrkirche, Gestaltung Altarraum, 2000;
- Vaduz (FL), Allgemeines Treuhandunternehmen ATU, Große Ruhende, 2006;
- Liechtensteinisches Landesmuseum, Alltag, 2003.

### Pfarrkirche hl. Martin in Eschen
Die Pfarrkirche Eschen in der Gemeinde Eschen im Unterland ist dem heiligen Martin geweiht und liegt im Erzbistum Vaduz. 1894/94 erfolgte ein völliger Neubau, und von 1977 bis 1979 wurde die neugotische Kirche renoviert. Das Walmdach erhielt bei der Renovation einen Giebel mit Fenster von Hugo Marxer.

### Kapelle St. Sebastian Nendeln
Für die Kapelle St. Sebastian Nendeln, Pfarre Eschen 1998 schuf er einen Taufstein in rotbraunem Marmor.

### Pfarrkirche Triesenberg im Oberland 2000
Für die Pfarrkirche Triesenberg in der Gemeinde Triesenberg im Oberland schuf Marxer im Jahre 2000 einen Zelebrationsaltar und ein Ambo.

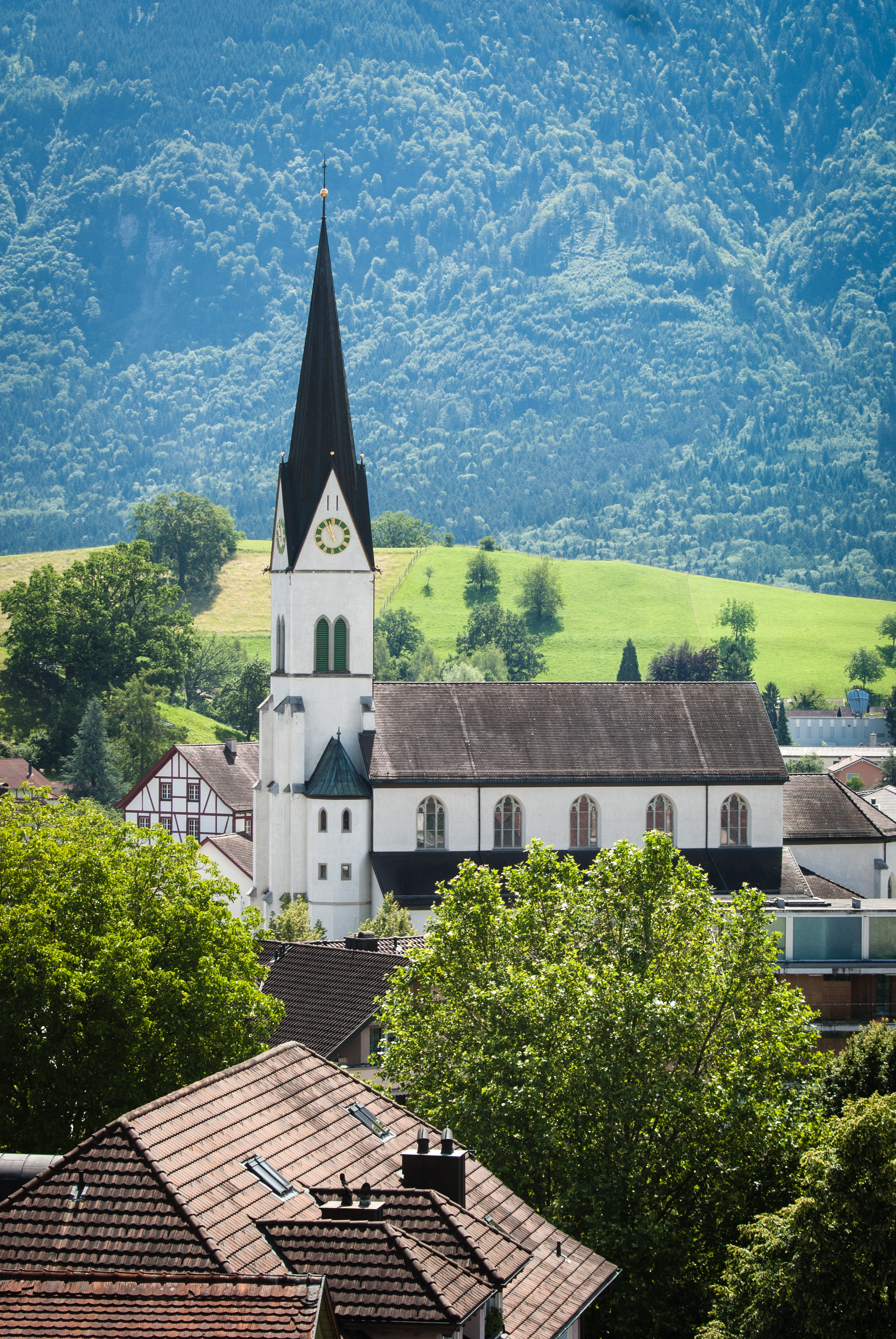
Pfarrkirche Eschen
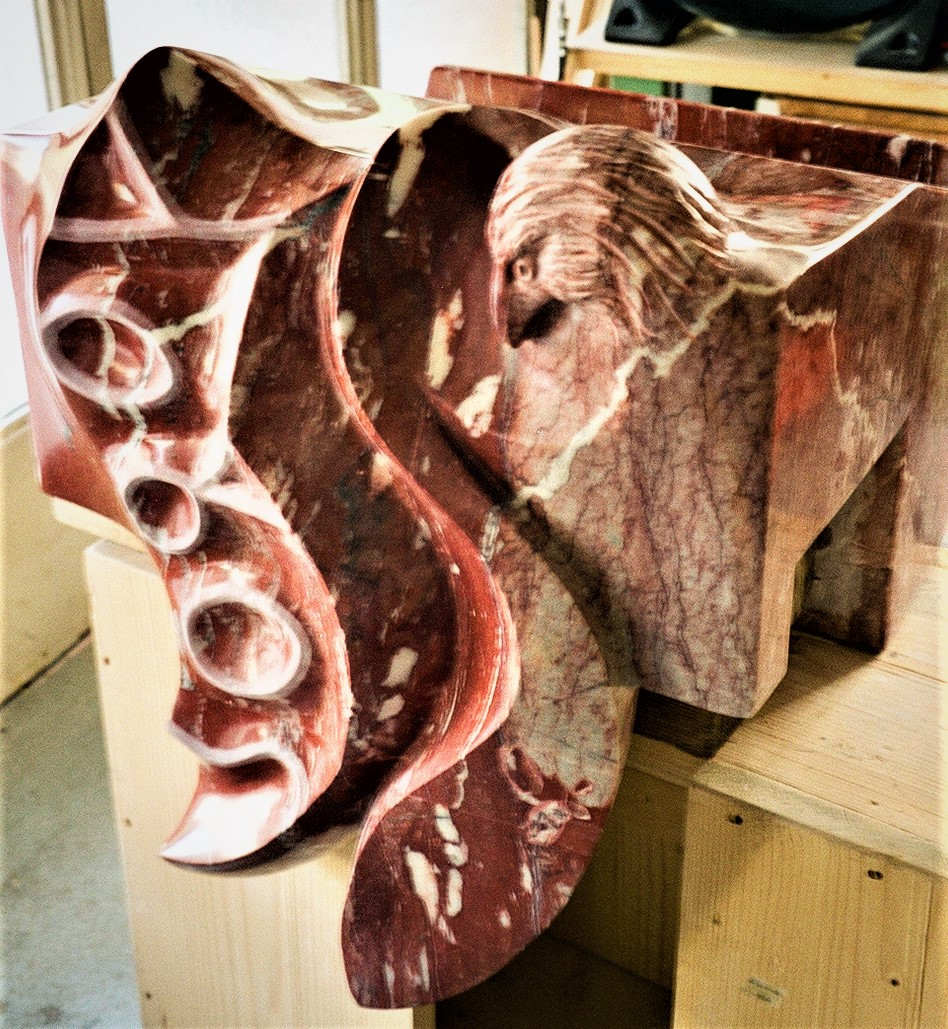
Kapelle Nendeln Ambo 1998
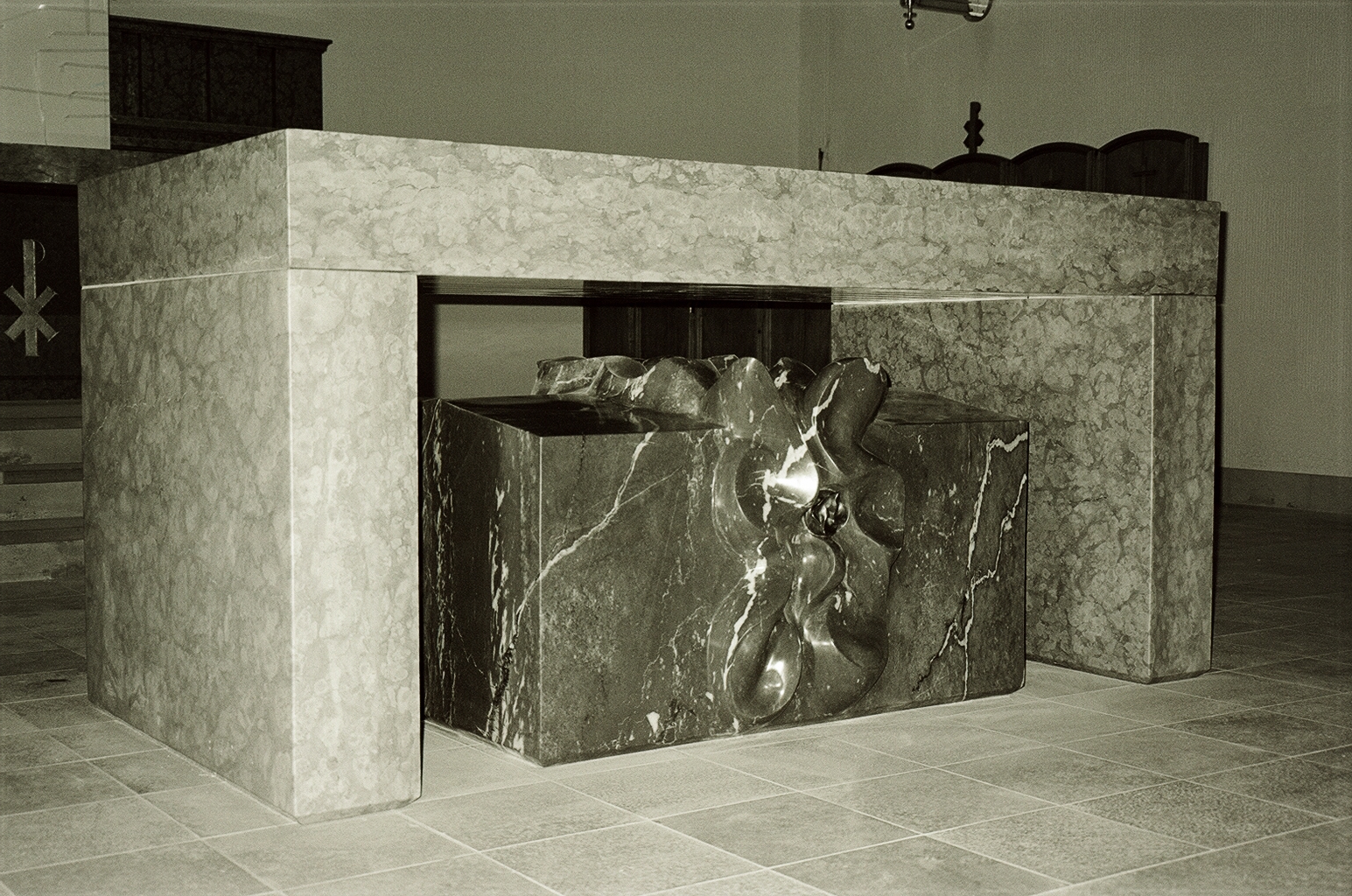
Triesenberg, Zelebrationsaltar
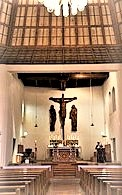
Triesenberg, Altarraum
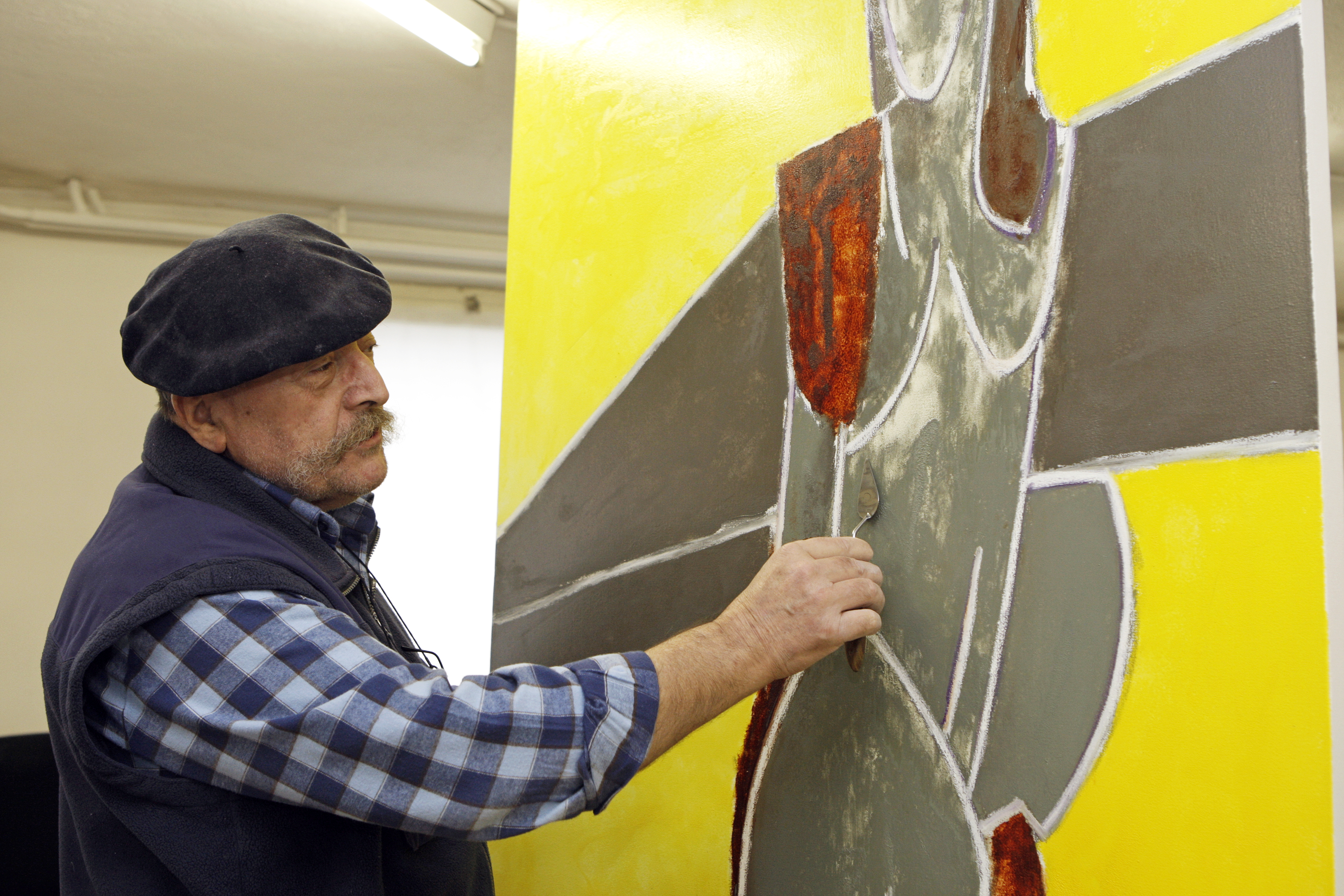
Der Maler Hugo Marxer
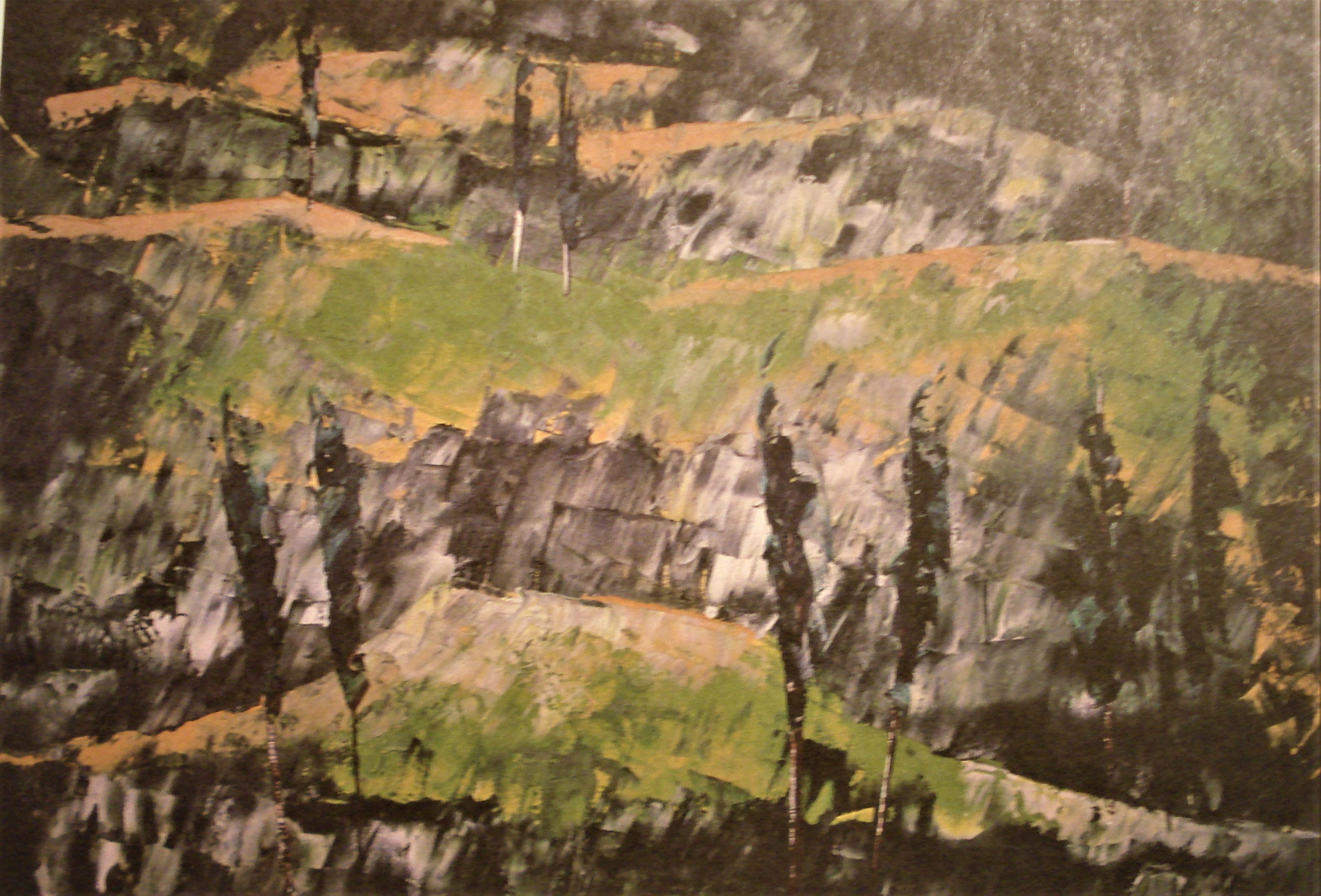
„Landschaft mit Steinbrüchen“ 2005

## Teilnehmer bei Symposien

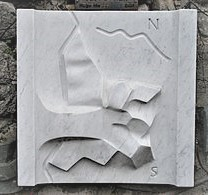
2001 Kaisersteinbruch Liechtenstein

- 1993 Intern. Bildhauersymposium in Quattro Castella in der Region Emilia-Romagna, Italien.
- 1994 Intern. Bildhauersymposium in Scandiano Provinz Reggio Emilia
- 1997 „Scolpire al aperto“ Internat. Bildhauersymposium Carrara, Italien
- 2001 Internat. Europasymposium für Bildhauer, Kaisersteinbruch, Wien, Österreich.
- 2000, 2009 + 2018 „Bad Ragartz“,1., 4. und 7. Triennale für Bildhauerei in Bad Ragaz in der Schweiz und Vaduz.
- 2013 Internat. Bildhauersymposium Laas in Südtirol, Italien.[4]

## Ausstellungen

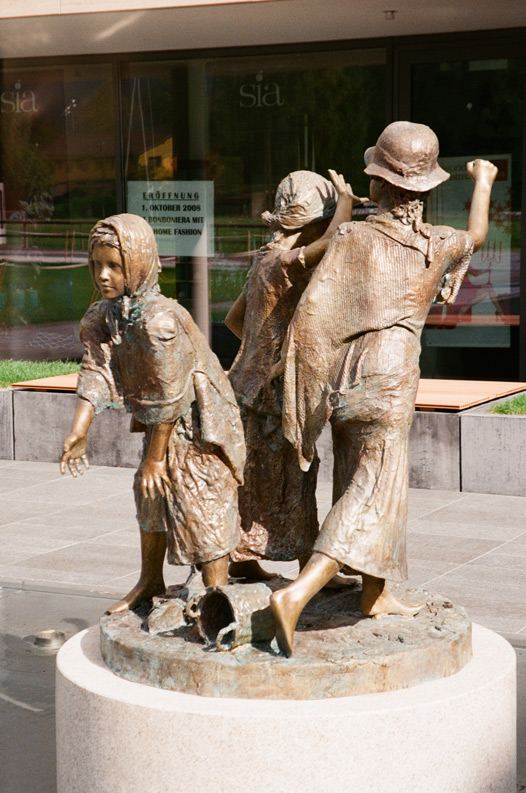
Schaan 2009 Bronzeplastik lebensgroße „Drei Schwestern“, Bildhauer Hugo Marxer

- 1992 „Fluchtpunkte“ in der Liechtensteinischen Landesbank, Vaduz
- 1995 „Tagebücher“ im Pfrundhaus Eschen
- 1998 Goethe´s Faust im Hotel Tanne, Ilmenau, Deutschland
- 1998 „Zeichnungen und Skulpturen“ im Rathaussaal Vaduz
- 1999 EFTA-Gebäude in Brüssel, Belgien
- 2000 Coudray-Haus in Bad Berka, Deutschland
- 2004 „Toccare non toccare“ im Kunstraum Engländerbau, Vaduz
- 2008 in der Kunsthalle „Harry Graf Kessler“, Weimar und im Art Hotel, Weimar/D
- 2008 zum 60. Geburtstag im Pfrundhaus Eschen
- 2012 „Querschnitte“ Gemeinschaftsausstellung in der HTL, Fulpmes in Tirol
- 2015 im Kulturhaus Rössle, Mauren
- 2023 zum 75. Geburtstag Einzelausstellung „LAVORI“ im Kulturhaus Rössle

Ausstellungstätigkeiten in Liechtenstein, Schweiz, Italien, Österreich, Deutschland, Spanien, Frankreich, Belgien, Norwegen, Luxemburg und Monaco.

## Arbeiten in Holz
- 1992 „Faust I“ Holzschnitt-Zyklus zu Goethes Faust.
- 1999 „Gespräche in Tusculum“ Holzschnitt-Zyklus nach Cicero.
- 2009 „Riemenschneider“ Holzschnitt-Zyklus über den Bildhauer Tilman Riemenschneider

## Lehrmeister

### Fauzie As’Ad
Der indonesische Bildhauer Fauzie As’Ad studierte in den Marmor-Steinbrüchen von Carrara bei dem Liechtensteiner Bildhauer Hugo Marxer die besondere Bearbeitung von Marmor. Daraus entstand die Skulptur „Frühlingserwachen“, sie steht seit 1998 in Vaduz.

### Gotthard Obholzer
Der selbständig arbeitende Bildhauer Gotthard Obholzer (* 1959) erweiterte 2004 seine Ausdrucksmöglichkeiten durch spezielle Behandlung des Marmorsteines bei Hugo Marxer Bildhauer in Liechtenstein und Carrara, Italien. Sie nahmen beide 2013 am Marmorsymposium in Südtirol teil und stellten gemeinsam aus.

## Filme
- Mensch Marxer, ein Filmportrait über den Steinbildhauer Hugo Marxer von Daniel Schierscher, Filmfabrik Ag, 2004 Archiv-Kunstraum Engländerbau Vaduz
- „Hugo Marxer - Lebenslinien“, TV-Interview. FL1TV Liechtensteiner Fernsehen

## Auszeichnungen
- 2008 Verdienstmedaille der Gemeinde Eschen in Gold.
- 2015 Großer Kulturpreis der Gemeinde Vaduz vergeben. Hugo Marxer erhielt den Josef Gabriel von Rheinberger-Preis.  S. 24 f.